# Shamela
 (juin 2016).
Si vous disposez d'ouvrages ou d'articles de référence ou si vous connaissez des sites web de qualité traitant du thème abordé ici, merci de compléter l'article en donnant les références utiles à sa vérifiabilité et en les liant à la section « Notes et références ».
Shamela, sous-titré en anglais An Apology for the Life of Mrs. Shamela Andrews, in which the many notorious falsehoods and misrepresentations of a book called Pamela are exposed (Éloge de la vie de Mme Shamela Andrews, dans lequel sont révélés les nombreuses faussetés et fausses déclarations notoires d'un livre nommé Pamela), est un roman satirique publié en avril 1741, par Henry Fielding sous le nom de M. Conny Keyber.
Brillante parodie de Pamela, œuvre de Richardson très populaire à l'époque,  Shamela est, comme sa cible, un roman épistolaire. Le nom de Shamela repose sur un jeu de mots formé à partir de Pamela et sham (fraude).

## Publication
Shamela est publié pour la première fois le 4 avril 1741, anonymement, et vendu pour un shilling et six pence. Une seconde édition sort le 3 novembre de la même année, partiellement réimprimée et avec des ajouts.
Une édition pirate est imprimée à Dublin en 1741. Les réimpressions sont majoritairement destinées aux études académiques.

## Résumé
Cet ouvrage prétend dévoiler aux lecteurs les événements réels et choquants, censés avoir été supprimés dans l’original de Richardson, de la vie de Pamela Andrews, l’héroïne principale du roman. Shamela commence par une lettre du pasteur Thomas Tickletext à son ami le pasteur J. Oliver, où Tickletext est subjugué par Pamela et veut persuader Oliver de lire le livre. Cependant, Oliver répond que l'héroïne n'est pas aussi vertueuse qu'elle le prétend, et qu'il a des lettres pour prouver son vrai caractère. Le reste de l'histoire est raconté par des lettres entre les personnages principaux comme Shamela, sa mère Henrietta Maria Honora Andrews — qui n'est pas mariée, contrairement à Pamela —, son maître Booby, Mrs Jewek, Mrs Jervis et le révérend Arthur Williams. Dans cette version, le père de Pamela/Shamela n'est pas présent du tout. Pamela, dont le vrai nom est Shamela, serait moins l’humble et chaste servante décrite par Richardson qu’une créature perverse et lascive, fille d'une prostituée, complotant pour forcer Squire Booby, son employeur, à l’épouser. On découvre aussi que Shamela a une relation avec le révérend. La violence physique et morale de « M. B. », alias Booby, envers sa servante est exacerbée, rendant leur supposée relation amoureuse absurde.

## Thèmes et style

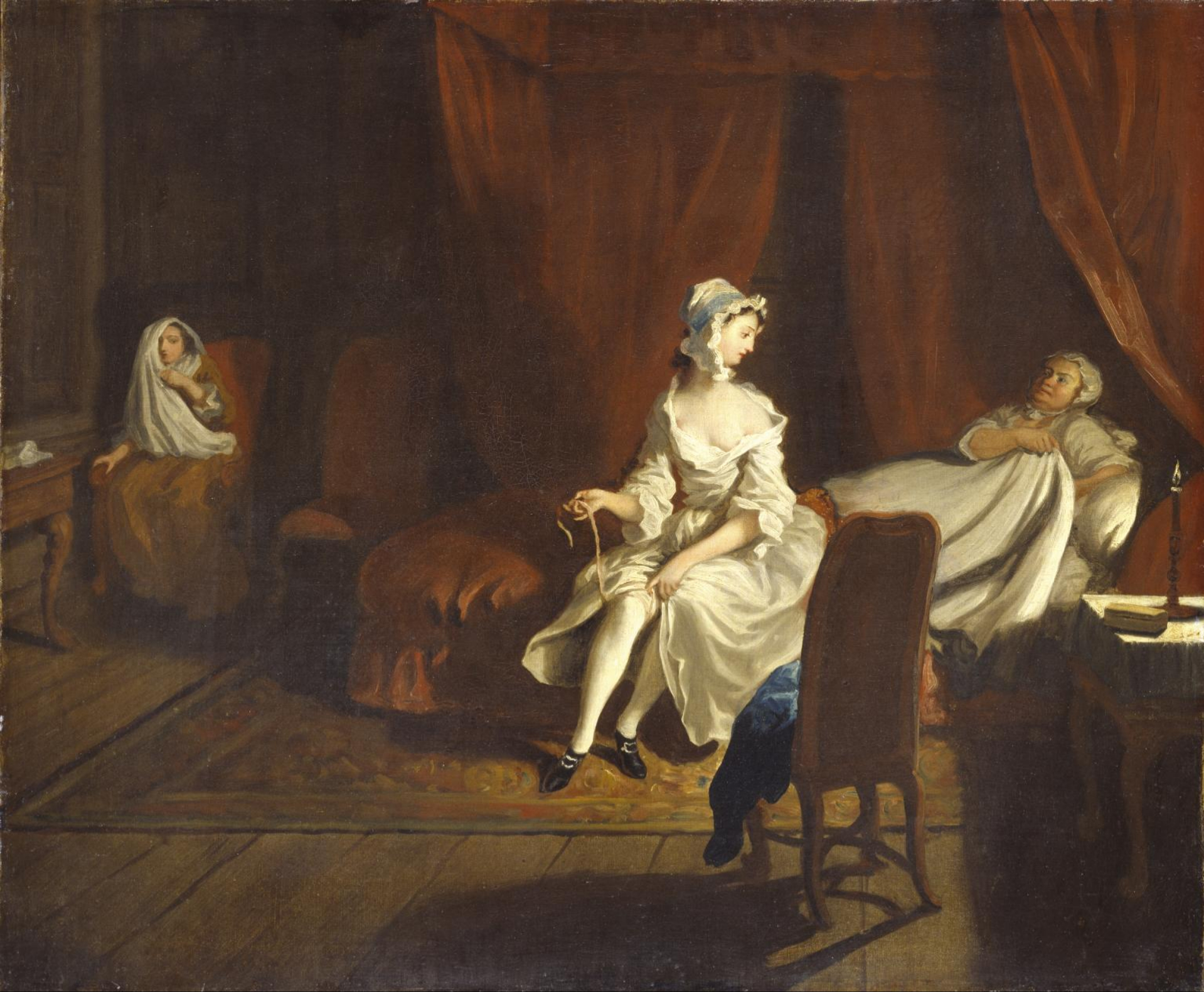
Shamela reprend l'histoire de Pamela en prêtant à l'héroïne des intentions moins pures que l'original. Peinture de Joseph Highmore d'après Pamela.

Le roman parodie Pamela en répondant à son histoire. Les multiples faiblesses stylistiques latentes ainsi que l’hypocrisie morale de l’œuvre de Richardson sont ainsi révélées à travers la narration. Lire Shamela revient à relire Pamela dans un miroir déformant : le texte original est réécrit de manière à révéler son sens implicite et à le ridiculiser,.
Pamela ou la Vertu récompensée, l'histoire d'une servante armée seulement de sa vertu pour résister aux séductions de son maître, a rencontré un succès instantané en 1741. La morale implicite, que la chasteté d'une femme peut finalement avoir de la valeur matérielle, ainsi que l'inadéquation de la forme épistolaire pour rendre compte des événements en cours et l'aspect familier exigé par la forme, sont les principales cibles de la parodie de Fielding.
Des critiques plus récentes mettent l'accent sur le fait que Pamela met déjà en scène ses propres faiblesses, et que de ce point de vue, Shamela est la continuité du développement d'un potentiel déjà présent dans l'œuvre originale, plutôt qu'une simple attaque.
Comme l'indiquent le titre et le paratexte, Shamela s'attaque aussi à An Apology for the Life of Colley Cibber, Comedian, une autre œuvre publiée la même année, et fait référence à Conyers Middleton dont la Vie de Cicéron, écrite à la demande de John Hervey (2e baron Hervey), était perçue comme un panégyrique du gouvernement controversé de Robert Walpole.
Certains critiques affirment aussi que la popularité de Pamela et An Apology for the Life of Colley Cibber, Comedian ont alerté Fielding sur la possibilité d'influencer les goûts et la morale de ses contemporains par la fiction. Dans ce cas, Shamela va au-delà de la parodie de Richardson et de ses admirateurs, mais il permet aussi à Fielding de retravailler sous forme de roman les sujets qui le fascinaient en tant que dramaturge satirique, avant que le Licensing Act ne l'empêche de continuer le théâtre.

## Œuvres connexes
Shamela a, en quelque sorte, constitué un coup d’essai pour Fielding qui, l’année suivante, est revenu à la charge avec une nouvelle parodie, quoique moins explicite, de Pamela,  les Aventures de Joseph Andrews et du ministre Abraham Adams (février 1742) généralement connu sous le nom de Joseph Andrews, où il imagine un frère à Paméla, aussi chaste qu’elle, et qui résiste avec la même vertu à de coupables avances, à cette différence près qu’au lieu de constituer, comme Shamela, une simple contrepartie comique à Pamela, Joseph Andrews finit par évoluer pour former un ouvrage original et indépendant.
Shamela n'est pas la seule parodie de Pamela sortie pendant la même année : Eliza Haywood a également écrit Anti-Pamela, ou la Fausse innocence découverte avec une approche différente.